# Eugenia Cooney
Eugenia Sullivan Cooney (geboren als Colleen Cooney, 27 juli 1994) is een Amerikaanse internetpersoonlijkheid die vlogs maakt op YouTube, TikTok, Twitch, en Instagram. Sinds 2011 vlogt ze over haar leven, mode en cosmetica. Cooney's bekendheid komt deels voort uit haar opvallende gothic/emo uiterlijk. Ze raakt regelmatig in opspraak vanwege haar ondergewicht.
In oktober 2016 werd op Change.org een petitie gestart, genaamd "Temporarily Ban Eugenia Cooney off of YouTube", door bezorgde kijkers die stelden dat Cooney haar volgers zou aanzetten tot eetstoornissen. De petitie kreeg in korte tijd veel aandacht, maar werd door Change.org verwijderd omdat daarmee gemeenschapsrichtlijnen waren overtreden. Het Nieuwsblad schreef destijds dat de petitie neigde naar bodyshaming.
Vanaf eind januari 2019 was Cooney, nadat een video had geleid tot bezorgdheid over haar gewicht, meer dan een week inactief op sociale media. Dit leidde tot geruchten dat ze overleden zou zijn door een eetstoornis.
Begin februari 2019 kondigde ze aan een sabbatical te nemen, en in contact te zijn met haar huisdokter. Die aankondiging kwam kort nadat de politie van Greenwich haar voor een welzijnscontrole had bezocht. Ook had PewDiePie zijn fans had gevraagd om Cooney een hart onder de riem te steken. Cooney verscheen op 19 juli 2019 in een documentaire van Shane Dawson. In de film, getiteld The Return of Eugenia Cooney, bevestigt ze te zijn hersteld van anorexia en boulimie, terwijl ze tot die tijd ontkende een eetstoornis of morfodysforie te hebben.  Een maand later had de documentaire meer dan 28 miljoen weergaven. Volgens Social Blade leverde de film haar 250 duizend extra YouTube abonnees op.
Begin januari 2020 sprak ze met therapeut Kati Morton over haar gedwongen opname in een in een psychiatrische instelling. Ze zei dat ze daarvoor aan een brancard vastgebonden weggedragen was en zich verraden voelde door haar vrienden.
In 2020 werd Cooney genomineerd voor een Shorty Awards in de categorie "YouTuber of the Year".
Op 22 september 2023 ging opnieuw een video van haar, waarin ze danst op "Single Ladies (Put a Ring on It)", viral met 30 miljoen views, door haar opvallende ondergewicht.